# محمد میری
محمد میری (زادهٔ ۱۴ اسفند ۱۳۶۸ - رشت) بازیکن فوتبال اهل ایران است که در پست هافبک بازی می‌کند.

## سوابق باشگاهی
از باشگاه‌هایی که در آن بازی کرده است می‌توان به باشگاه فوتبال پارسه، باشگاه فوتبال سپیدرود و باشگاه فوتبال نساجی مازندران اشاره کرد.